# Жана Каратон
Жана Каратон (каз. Жаңа Қаратон) — посёлок городского типа в Жылыойском районе Атырауской области Казахстана.

## Географическое положение
Расположен в 11 км к юго-западу от железнодорожной станции Кульсары (на линии Макат — Жанаозен) и в 280 км к юго-востоку от Атырау, вблизи нефтегазового месторождения «Тенгиз».
В 11 км юго-западнее посёлка находится аэропорт местных воздушных линий «Тенгиз».

## История
Посёлок под названием Каратон возник в 1946 году в связи с освоением нефтегазового месторождения Каратон-Кошкимбет. Однако после обретения Казахстаном независимости посёлок был переселён на новое место, где получил название Жана Каратон.
Переселение было осуществлено с 1993 по 2001 годов, согласно постановлению Правительства Республики Казахстан из-за резкого ухудшения экологической ситуации в результате аварий и плановых выбросов завода «Тенгизшевройл» на месторождении Тенгиз.

## Население
В 1999 году население посёлка составляло 6350 человек (3178 мужчин и 3172 женщины). По данным переписи 2009 года в посёлке проживало 6038 человек (2913 мужчин и 3125 женщин).

## Галерея

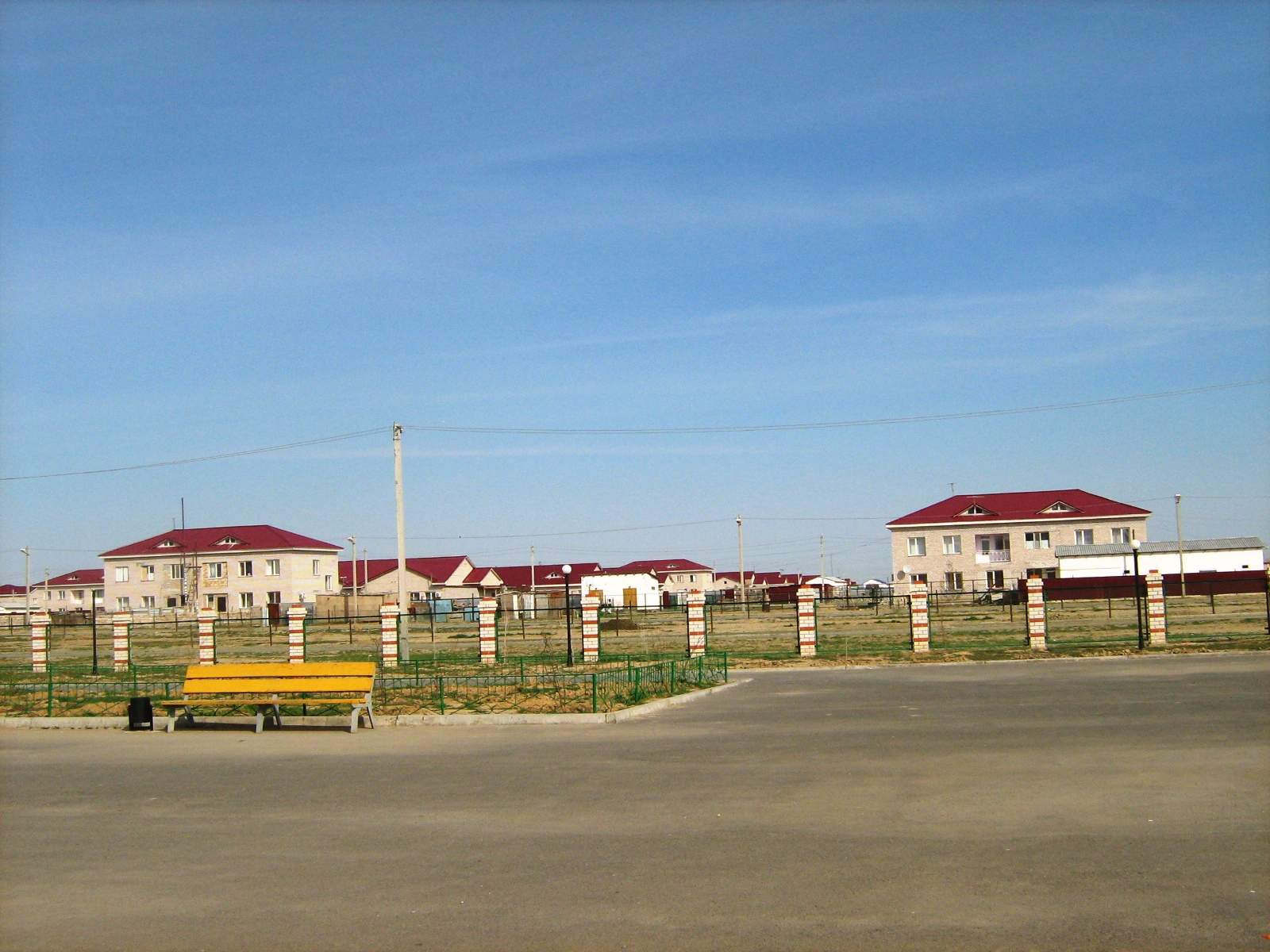
Жана Каратон
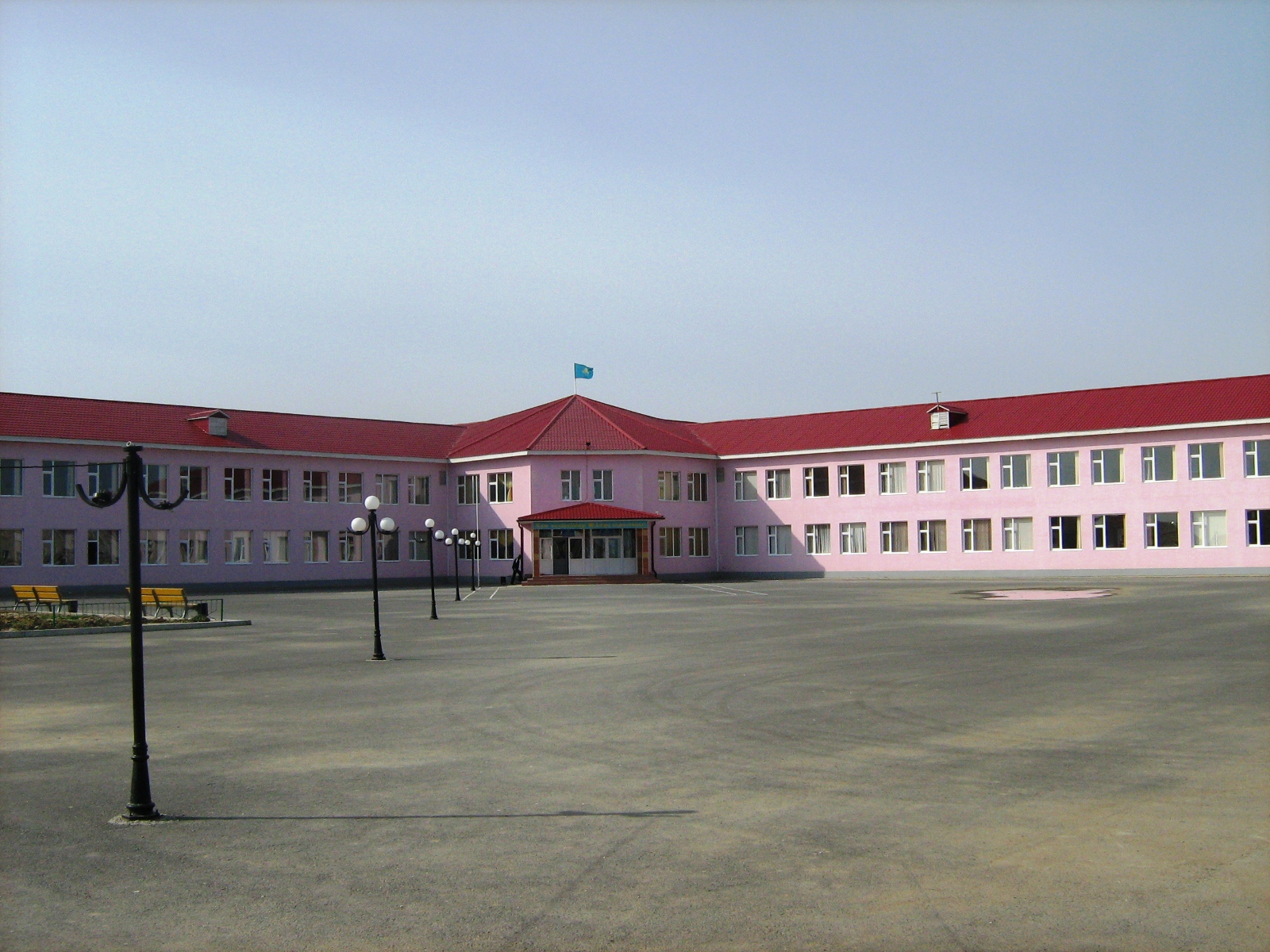
Школа